# Monasterio de Sant Andreu de Sureda

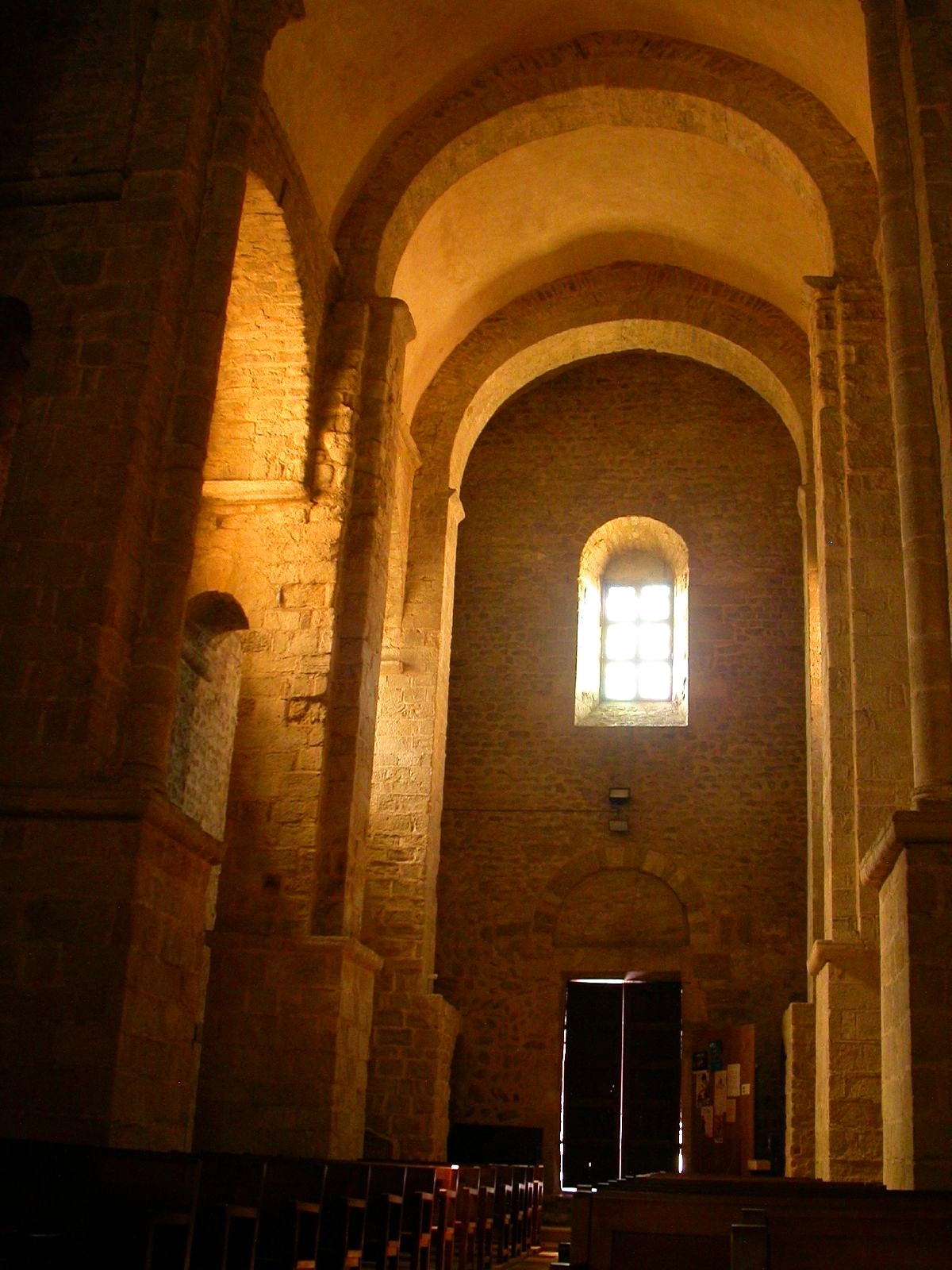
Interior de Sant Andreu de Sureda.

El monasterio de Sant Andreu de Sureda es una antigua abadía benedictina situada en la localidad francesa de Saint-André. Estuvo bajo la protección de los condes de Ampurias y del Rosellón.

## Historia
El monasterio fue fundado en el 820 y su primer abad fue Miró. Se construyeron celdas en Sant Martí de Montforcat, Sant Hilari y Sant Martí de Fonollà destinadas a dar albergue a los peregrinos y viajeros que se dirigían a España. En 1109 quedó unido al monasterio de Santa Maria de la Grassa.
A partir del siglo XIII el monasterio entró en decadencia hasta que en 1592 se unió al cenobio de Arlés, momento en que cesó la actividad monacal en Sant Andreu.

## Edificio

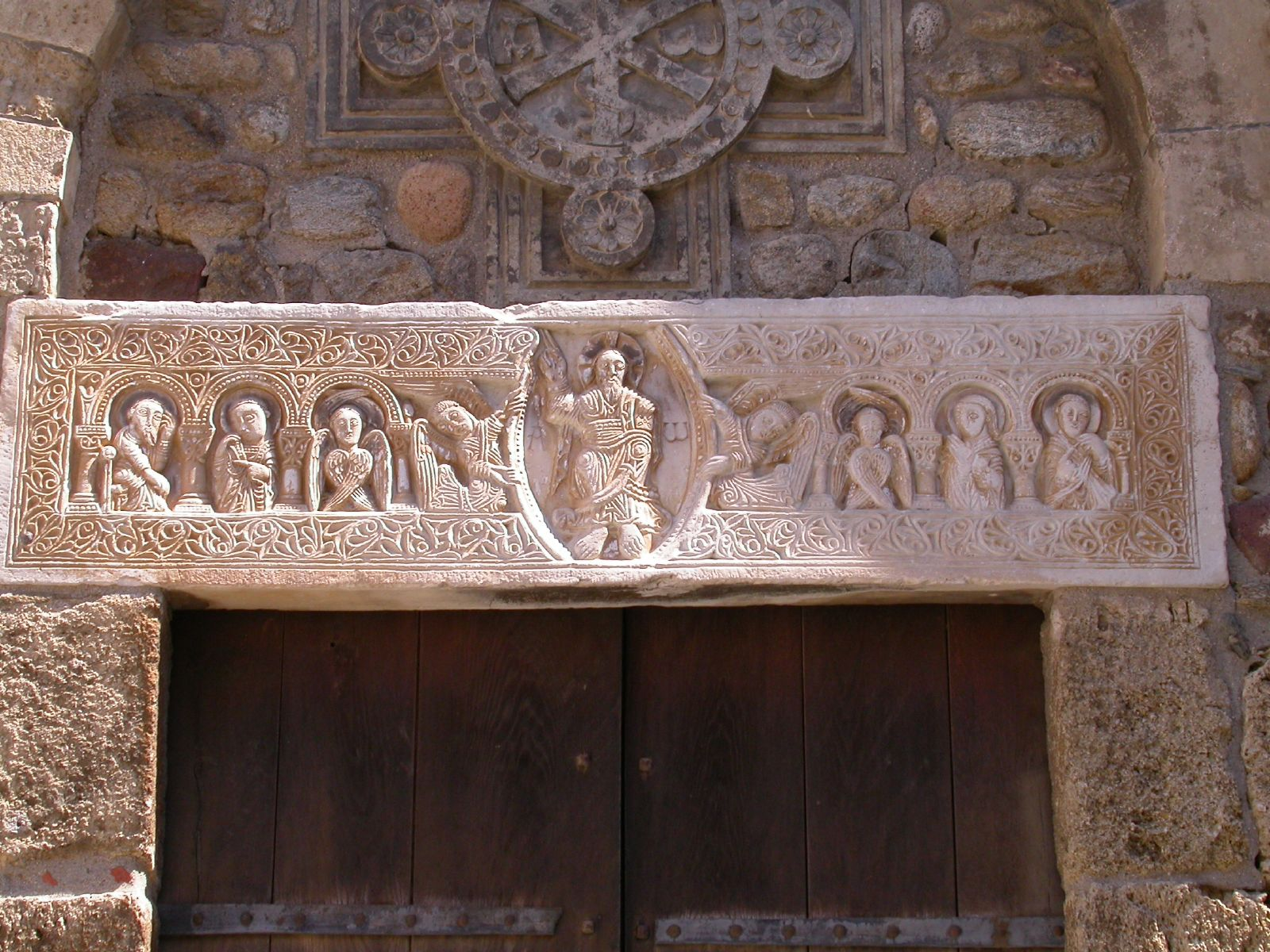
Dintel de Sant Andreu.

Del antiguo cenobio sólo queda en pie la antigua iglesia. Fue construida sobre los restos de una capilla del siglo X, destruida por un ataque sarraceno. Fue ampliada y nuevamente consagrada en 1121. Se trata de un edificio de nave única, con tres ábsides y transepto. Está cubierta por una bóveda de cañón y contiene pilares de refuerzo en los que están adosadas columnas y capiteles.
En la fachada se puede ver un dintel esculpido, muy parecido al de Saint-Genís-de-Fontaines. En él puede verse la figura de Cristo bendiciendo con su mano derecha mientras en su izquierda sostiene el libro de las leyes. En uno de los muros de la iglesia se encuentra una imagen de un apóstol, una de las primeras muestras de la escultura románica catalana.